# Publius Alfenius Varus
Publius Alfenius Varus (névváltozat: Alfenus) (i. e. 1. század) római jogász, író.
Cremonából származott. Szülővárosában varga volt, majd Rómába utazott, ahol a híres jogtudós, Servius Sulpicius Lemonia Rufus tanítványa lett. Maga is nagy hírre tett szert mint jogász, sőt e téren mint író is működött. Catullus hozzá intézte 30. versét, Horatius pedig szatíráiban kigúnyolta. Hogy azonos-e a Catullus által említett Alfenius azzal az Alfeniussal, aki Vergiliusszal együtt hallgatta az epikureus görög filozófust, Szirónt, nem tudjuk. Alfenius munkái elvesztek.